# Kilija
Kilija (ukrajinsky Кілія; rusky Килия – Kilija; rumunsky Chilia (-Nouă)) je město v Oděské oblasti na Ukrajině. Leží na jihu země, v deltě Dunaje, přesněji na severním břehu Kilijského ramene Dunaje, které se po něm jmenuje a které zde tvoří hranici s Rumunskem. Z historického hlediska bylo město součástí Besarábie.
V roce 2004 žilo v Kiliji bezmála třiadvacet tisíc obyvatel.